# The Legend of Heroes: Trails in the Sky the 3rd
The Legend of Heroes: Trails in the Sky the 3rd (英雄伝説 空の軌跡, Eiyū Densetsu Sora no Kiseki The 3rd, lit: 'La llegenda dels herois: traces del cel 3a part') és un videojoc de rol desenvolupat per Nihon Falcom. El joc forma part de la sèrie Trails, i al mateix temps és part de la sèrie més gran The Legend of Heroes. És el lliurament final de la subtrilogia Trails in the Sky.
Trails in the Sky the 3rd es va posar a la venda per primer cop al Japó l'any 2007 per a Microsoft Windows, i més tard per a PlayStation Portable. El joc no va sortir en anglès fins al 2017 a causa de la gran quantitat de text del joc que calia traduir i localitzar. El 2013 se'n va publicar un port d'alta definició per a PlayStation 3, mentre que el 2016 se'n va publicar una remasterització per a PlayStation Vita; tots dos només van sortir al Japó.

## Jugabilitat
El joc funciona de manera semblant als seus predecessors, essent un videojoc de rol amb combats per torns, però aquesta vegada els enemics tenen afinitats amb els "tres elements superiors": el temps, l'espai i el miratge. Unes altres noves característiques són les bonificacions de torn com "assalt" (rush), que permet al jugador fer dues accions alhora; "guàrdia", que anul·la qualsevol dany; "esvaïment" (vanish), que fa desaparèixer un objectiu durant uns quants torns i "mort", que dona a l'atac l'efecte de mort instantània. Al llarg de les masmorres del joc, el jugador trobarà portes gravades amb els símbols de la lluna, les estrelles i el sol. Contenen escenes d'història llargues, escenes d'història curtes i minijocs respectivament. Aquestes escenes solen explicar la història de fets passats i poden contenir combats.

## Trama
El joc segueix un agent secret de l'Església Septiana, en Kevin Graham, que és enviat a una altra dimensió desconeguda anomenada Phantasma (影の国, kage no kuni). Altres personatges de la sèrie són teleportats de la mateixa manera allà i en Kevin hi treballa conjuntament per investigar aquesta dimensió i descobrir com escapar-ne, tot això mentre ha d'afrontar el seu passat. Sky the 3rd introdueix diversos elements argumentals que acabaran prenent sentit en arcs posteriors.

## Desenvolupament
Trails in the Sky havia de ser originalment un sol joc, però va créixer tant de mida i abast, que Falcom va haver de decidir de reduir-lo o dividir-lo. Van triar aquesta última opció, i finalment el van dividir en dues parts, First Chapter ('primer capítol') i Second Chapter ('segon capítol'). Mentre es desenvolupava també se'n va fer un epíleg que va esdevenir the 3rd. Mentre que les dues primeres entrades es van centrar en les aventures més alegres de l'Estelle i en Joshua, the 3rd es va enfocar a explicar una història més fosca, seguint diferents protagonistes.
Després de l'èxit de First Chapter a Windows, el 2013 Xseed Games es va associar amb l'empresa de traducció Carpe Fulgur per traduir Second Chapter; la publicació de the 3rd va dependre en gran manera del seu èxit. Ken Berry, vicepresident de Xseed Games, va declarar que tot i disposar dels drets de the 3rd, estarien disposats a permetre que altres empreses també el traduïssin perquè la situació els sobrepassava.

## Publicació
The Legend of Heroes: Trails in the Sky the 3rd inicialment va sortir a la venda al Japó per a Microsoft Windows el 28 de juny de 2007. El 24 de juliol de 2008 va sortir-ne un port al Japó per a PlayStation Portable i el 27 de juny de 2013 va sortir-ne un port d'alta definició per a PlayStation 3, també al Japó. Més endavant se'n va fer un remaster anomenat The Legend of Heroes: Trails in the Sky the Third Evolution, que va sortir al Japó per a PlayStation Vita el 14 de juliol de 2016. La versió en anglès del joc Trails in the Sky the 3rd feta Xseed Games va sortir a la venda per a Windows el 3 de maig de 2017.
El 2011, la distribuïdora Aèria Games va anunciar una versió mòbil de la sèrie Trails in the Sky per a Amèrica del Nord, amb funcions d'interacció social addicionals. No obstant això, no se n'han donat més detalls des de l'anunci inicial. Xseed va dir que no tenia cap connexió amb la possible publicació d'Aeria Games.

## Recepció
Trails in the Sky the 3rd va rebre crítiques "generalment favorables" segons l'agregador de ressenyes Metacritic. Quan va sortir al Japó, la versió de PlayStation Portable va rebre una puntuació de 30/40 de la revista de videojocs Famitsu.